# Leucochrysa (Leucochrysa) geminata
Leucochrysa (Leucochrysa) geminata is een insect uit de familie van de gaasvliegen (Chrysopidae), die tot de orde netvleugeligen (Neuroptera) behoort. 
Leucochrysa (Leucochrysa) geminata is voor het eerst wetenschappelijk beschreven door Navás in 1913.